# Subsenior
Der Subsenior (auch Drittchargierter, Schriftwart, Schriftführer, Skriptor oder Sekretär) ist eine Charge einer Studentenverbindung.

## Schlagende Studentenverbindungen

### Corps
Besonders in Corps ist der Subsenior oder auch Sekretär der Vertreter des Conseniors. 
Er ist für den gesamten Briefverkehr, bei Corps zusätzlich für die Kösener Meldungen des Aktiven- und Altherrenbestandes an den Vorort des KSCV bzw. den Weinheimer Senioren-Convent zuständig. Dabei führt er bei Corps oberhalb seines Namens die Wendung Für den CC i. A. an.
Der Subsenior verwaltet in vielen Verbindungen die Kasse der Aktiven, erledigt die Buchführung und Abrechnung und versorgt die Verbindung mit Einkäufen jedweder Art. Rechenschaft ist er dem Convent schuldig.
Der Subsenior führt als Chargenzeichen meist drei kleine Kreuze (xxx), die er hinter seinen Namen und den Zirkel setzt. In einigen Senioren-Conventen und Corps (z. B. in Bielefeld, Braunschweig, Clausthal, Dresden (Teutonia), Erlangen, Göttingen, Hannover, Jena, Kaiserslautern, Leipzig und München (KSCV) ist es üblich, dass der Subsenior ein Kreuz (x) als Chargenzeichen führt und der Senior drei Kreuze (xxx). Bei Erfüllung gewisser Voraussetzungen, die von Verbindung zu Verbindung unterschiedlich sind (z. B. gute Amtsführung und/oder Mensuren von genügender Qualität), kann er dieses Zeichen nach seiner einsemestrigen Amtszeit sein ganzes Leben lang in Klammern hinter seinem Namen führen. Über diese Auszeichnung wird am Ende eines Semesters im zuständigen Convent demokratisch abgestimmt.
Jedenfalls bis 1935 führte der Subsenior in vielen oder sogar in den meisten Corps nicht die dritte, sondern die zweite Charge mit der Verantwortung für das Fechtwesen. Insbesondere in alten Corps, die das herausragende Amt des Seniors betonten, war damit klargestellt, dass der Zweitchargierte nicht „neben“, sondern „unter“ dem Senior stand. Nach Egbert Weiß sind die ältesten bekannten Beispiele die Constitutionen der Vandalia Göttingen und der Lusatia Leipzig von 1808 sowie der Vandalia Jena von 1811.

### Andere schlagende Studentenverbindungen
Bei den Landsmannschaften und Turnerschaften ist die Bezeichnung Drittchargierter üblich; bei den Burschenschaften wird die Bezeichnung Schriftwart verwendet.

## Katholische Studentenverbindungen
Bei katholischen Studentenverbindungen heißt der Drittchargierte Skriptor, bzw. Scriptor oder Schriftführer. 
Das Wort Scriptor stammt aus dem Lateinischen und bedeutet so viel wie Schreiber. Seine Aufgaben innerhalb des Chargenkabinettes umfassen, die Abwicklung des Schriftverkehrs, die Aktualisierungen der Mitgliederlisten sowie die Anfertigung der Conventsprotokolle der aktiven Verbindung. Der Schriftausgang wird im Normalfall vom Senior der Verbindung gegengezeichnet. Im Gegensatz zu früheren Zeiten, verbringt der Skriptor jedoch den Großteil seiner Chargenarbeit vor dem Computer. In vielen Verbindungen hat der Skriptor noch andere Aufgaben, wie das Ordnunghalten in den Büroräumen oder die Bereitstellung von Arbeitsmaterialien, dies variiert aber innerhalb der Verbindungen je nach deren Geschäftsordnung. Der Skriptor wird in der Regel vor Semesterbeginn auf einem ordentlichen Convent demokratisch gewählt und zu Semesterende ebenso entlastet. Auch bei katholischen Verbindungen führt der Skriptor als Chargenzeichen drei kleine Kreuze (xxx), die er hinter seinen Namen und den Zirkel setzt. In der Chargenhierarchie steht er allerdings nach Senior, Fuchsmajor und Consenior an vierter Stelle. Nach ihm folgt der Quaestor (Kassenwart/Kassier), welcher im Gegensatz zu anderen Verbänden eine eigene Charge darstellt.